# Micronaclia bicolor
Micronaclia bicolor là một loài bướm đêm thuộc phân họ Arctiinae, họ Erebidae.